# Псара (1890)

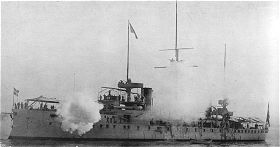
Броненосець "Псара"

«Псара» (грец. ΨΑΡΑ) — броненосець берегової оборони, побудований за замовленням грецького уряду у 1888—1890 роках за проектом французького адмірала Дюпона на верфі Forges et chantiers de la Méditerranée, Гранвіль. Отримав ім'я одного з трьох основних островів-оплотів грецького флоту часів Грецької революції — острова Псара. Відповідно два інших корабля серії отримали імена «Ідра» і «Спеце» на честь двох інших островів.

## Служба
У греко-турецькій війні 1897 року броненосець «Псара» взяв участь під командуванням капітана Κ. Хадзікіріаку. Одночасно «Псара» був флагманом командувачів ескадри броненосців — віце-адмірала Костянтина Сахтуріса, а потім контр-адмірал Георгія Стамателоса.
Семидисятитрьохрічний Стамателос був відкликаний на флот у 1897 році, оскільки серед народу  поширилися підозри, що ця дивна війна є насправді грою королівського двору з західноєвропейськими фінансовими колами і національною зрадою. Особливо ці підозри були сильні по відношенню до флоту, який зберігав з початку і до кінця війни перевагу. Турки не сміли вийти за Дарданелли. Незважаючи на це, ставленики двору командувач Егейським флотом Сахтуріс і командувач флотилією 8 міноносців принц Георгій не діяли. Пасивність командування армії і бездіяльність флоту, при народному переконанні про зраду, загрожували революційним вибухом. Були терміново відсторонені начальник генштабу генерал Сапундзакіс і командувач Егейського флоту Сахтуріс. Командувачем Егейським флотом був призначений Стамателос. Оскільки наказів про активних діях не надходило, а результат війни був вирішений у Фессалії, флот Стамателоса встиг взяти участь тільки в евакуації частин і населення з Волоса. З 25 квітня по 17 травня Стамателос керував операцією з флагмана «Псарі». Війська, що ще залишалися у місті і тисячі жителів були завантажені на кораблі флоту і 5 торговельних пароплавів. За посередництвом іноземних консулів Стамателос дав слово османському командувачу, Етем-Паші, не обстрілювати османські частини, які входитимуть до міста, якщо вони, у свою чергу не вчинять різанини і спалення міста. Угоду було дотримано як з грецької, так і з османської сторони.
У 1899 році корабель представляв Грецію у Марселі у святкуваннях по нагоді річниці заснування міста греками з Фокеї. Згодом броненосец представляв Грецію у святкуванні з нагоди коронації Едуарда VII короля Великої Британии а потому здійснив візити ввічливості у Північному морі та у Балтійському морі. Вже досить застарілий, корабель взяв участь у Балканських війнах (1912—1913) під командуванням капітана Андрія Міауліса, зокрема, у грецьких перемогах над османським флотом у битві при Еллі і битві при Лемносі. Згодом тривалий час використовував у якості школи зв'язківців на острові Порос. Корабель був списаний і потім проданий на брухт 1932 року.

## Попередники
- Вітрильний корвет "Псара". Увійшов до складу флоту в 1829 році.
- Парова "Псара" (судно забезпечення). Увійшло до складу флоту в 1880 році. У 1890 році було перейменоване на "Канаріс".

## Наступники
- Псара (есмінець). Увійшов у склад флоту у 1933 року.
- Псара (фрегат). Увійшов у склад флоту у 1998 року.